# Rock à quatre temps
 (novembre 2010).
Si vous disposez d'ouvrages ou d'articles de référence ou si vous connaissez des sites web de qualité traitant du thème abordé ici, merci de compléter l'article en donnant les références utiles à sa vérifiabilité et en les liant à la section « Notes et références ».
Le rock à quatre temps,  ou rock 4 temps, est une danse de couple originaire de France. Elle appartient à la famille de la Danse 4 Temps.   

## Histoire
Cette danse serait née en France en 1956. Son créateur serait le professeur Jacques Bense : « À l’origine, en 1956, le rock s’appelait rock n’roll. C’est ainsi comme je l’ai fait naguère pour le swing à huit temps dit « double temps » et pour le Be-Bop, à la demande de nombreux lecteurs et sur les instances de nombreux professeurs de danse de France et de l’Etranger, j’ai décidé de créer le style de danse « rock n’roll ». Alors que le Be-Bop se danse sur six temps, j’ai composé les pas de base du rock n’roll sur quatre temps. ». 
Le rock à quatre temps se pratique aujourd'hui essentiellement en France, en Belgique, en Angleterre et un peu aux États-Unis. Il s’agit de pays où l'on peut trouver des clubs dédiés à cette danse. On le retrouve en rallye (club de danseurs généralement entre 15 et 18 ans d'un même milieu social souvent plutôt aisé), dans les soirées des grandes écoles mais également, et c'est récent, chez les jeunes actifs voire les actifs en général. Plusieurs soirées dédiées sont organisées, généralement le week-end[réf. nécessaire].

## Technique
Il en existe plusieurs variantes selon la ville ou la région où il s'est développé, notamment par la relative autarcie de son enseignement et l'absence de règles strictes. Chaque rallye ou club a adopté un style particulier : les rallyes versaillais et parisiens ont mis l'accent sur la vitesse d'exécution des passes, tandis qu'à Lyon certains rallyes ont conservé un pas rythmé. On trouve également des clubs qui enseignent toujours le rock 4 temps originel, avec le pas de base. Aujourd'hui, il s'appelle Rock versaillais à Versailles, Rock parisien à Paris, Rock douaisien à Douai.  Il faut noter que, faute d'une structure organisant la danse et délivrant une reconnaissance, il n'existe aucune qualification pré-requise pour devenir enseignant. En rallye, le professeur est un jeune homme plus âgé qui transmet ce qu'il a appris.
Selon les styles, le tempo est marqué par un mouvement de bras et de poignet (style rallye), soit par l'utilisation d'un pas rythmé qui transfère le poids du corps et de la connexion entre danseurs. Cette connexion naît de la rencontre entre les cadres des deux danseurs (style parisien).
Le rock à quatre temps se danse tant sur du rock traditionnel que sur de la musique actuelle, car le rythme de 4 temps est à la base de la grande majorité des musiques issues du jazz. Il peut être mis dans cette danse de couple des ajouts de rock acrobatique.